# Karosa C 735
Karosa C 735 je model meziměstského linkového autobusu, který vyráběla společnost Karosa Vysoké Mýto v 90. letech 20. století.

## Konstrukce
Konstrukčně je C 735 shodný s více rozšířeným autobusem Karosa C 734. Jedná se o dvounápravový vůz s polosamonosnou karoserií panelové konstrukce. Motor je umístěn za zadní nápravou, v prostoru zadního panelu. V pravé bočnici jsou umístěny dvoje dvoukřídlé výklopné dveře přibližně stejné šířky. První se nacházejí před přední nápravou, druhé jsou před nápravou zadní zhruba uprostřed vozu. Autobusy C 735 jsou určitým mezitypem mezi linkovým C 734 a dálkovým LC 735, jezdí tedy na delších trasách než meziměstské C 734, ale ne na zcela dálkových linkách jako LC 735. Proto mají vozy C 735 pohodlnější sedačky pro cestující s vyššími opěráky (jako autokary LC 73x) rozmístěné 2 + 2 se střední uličkou, ale také dvoje plnohodnotné dveře pro nástup a výstup cestujících (jako C 734). Také zavazadlový prostor mezi nápravami má větší objem (5 m³), což je umožněno umístěním všech sedadel na vyvýšenou podestu (stejně jako LC 73x).

## Výroba a provoz
Vozy C 735 byly vyráběny v letech 1993 až 1997 společně s posledními verzemi typu C 734. Prototyp C 735 byl pod interním označením LC21 vyroben roku 1992, sériová výroba začala o rok později a skončila s ukončením výroby řady 700 v roce 1997. Celkem Karosa vyrobila 243 vozů typu C 735.
Tyto autobusy jsou dodnes používány různými firmami po celé České republice jako pohodlnější meziměstské vozy. Jejich počet ale vzhledem k dodávkám nových vozů postupně ubývá. Drtivá většina vyrobených vozů byla exportována do zemí bývalého Sovětského svazu (včetně pěti kusů ve speciální sibiřské verzi), v Česku a na Slovensku zůstalo pouze 74 autobusů.
Zejména na přelomu 20. a 21. století došlo k navýšení počtu Karos C 735 v Česku díky firmě ICOM transport, která přestavěla větší množství svých dálkových autobusů LC 735 na typ C 735 – prakticky jedinou změnou bylo přesunutí zadních dveří ze zadní do střední části autobusu.

## Historické vozy
- ČSAD JIHOTRANS (1 vůz C 735.1031)[3]